# هیتی (میزوری)
هیتی (به انگلیسی: Hayti) یک شهر در ایالات متحده آمریکا است که در شهرستان پمیسکات، میزوری واقع شده‌است. هیتی ۵٫۹۸ کیلومتر مربع مساحت و ۲٬۹۳۹ نفر جمعیت دارد و ۸۲ متر بالاتر از سطح دریا واقع شده‌است.